# Сущик Домна Захарівна
Домна Захарівна Сущик (1909, село Куснище Друге Волинської губернії, тепер село Куснища Любомльського району Волинської області — 1992,  село Скиби Любомльського району Волинської області) — українська радянська діячка, колгоспниця, завідувач свиноферми колгоспу імені Сталіна Любомльського району, голова сільської ради села Скиби Любомльського району Волинської області. Депутат Верховної Ради УРСР 2-го скликання.

## Життєпис
Народилася у селянській родині. До 1940 року працювала у власному сільському господарстві в селі Скиби Волинського воєводства.
Після захоплення Західної України Червоною армією, з 1940 по 1941 рік — колгоспниця колгоспу села Скиби Любомльського району Волинської області. Під час німецько-радянської війни працювала у власному господарстві.
З 1945 року — колгоспниця, завідувач свиноферми колгоспу імені Сталіна села Скиби Любомльського району Волинської області.
Потім — голова виконавчого комітету сільської ради села Скиби Любомльського району Волинської області.

## Родина
Діти: Сущик Галина Андріївна та Сущик Яків Андрійович. Внуки: Сущик Василь Іванович,Сущик Микола Іванович, Сущик Людмила Іванівна, Сущик Юрій Якович, Сущик Галина Яківна. Правнуки: Сущик Наталія Василівна та Сущик Андрій Васильович. Праправнуки: Кивлюк Аліна Олегівна, Кивлюк Олександра Олегівна,Кивлюк Вадим Олегович, Сущик Анна Андріївна.